# E85 (gorivo)
E85 je vrsta goriva. Bioetanolova je mješavina. 
Smatra ga se mogućim alternativnim gorivom radi smanjenja emisije CO2 iz fosilnih goriva. Procjenjuje se da će ovo gorivo pridonijeti smanjenju ovisnosti o sirovoj nafti.
Sadrži 85% bezvodnog (anhidroznog) etanolskog goriva, odakle je oznaka 85, i 15% ugljikovodika (engleski)</ref> (benzina). Najviše ga se rabi u Švedskoj i SAD-u (usporedi etanolska goriva u SAD i biogorivo u SAD) kod vozača vozila na fleksibilno gorivo, odnosno za vozila prilagođena i fleksibilna za različita goriva (engl. flexible fuel vehicles, FFV). Takva mješavina ima oko 105 oktana (benzin ima od 87 do 95 oktana). Sjevernoamerička i europska vozila na fleksibilno gorivo optimizirana su za vožnju na gorivo E85 85%. Ova gornja granica etanolova udjela postavljena je radi smanjenja etanolskih emisija pri niskim temperaturama i radi izbjegavanja hladnog pokretanja tijekom hladnog vremena, pri temperaturama nižim od 11 °C (52 °F).
Do konca 2010. bilo je skoro 3000 benzinskih crpki u Europi, gdje je dostupan E85. U Tajlandu je isto dostupan E85, kao i u Brazilu.
Motori vozila na fleksibilno gorivo pokazuju iste osobine kao i konvencionalna vozila po pitanju čistoće i održavanja. Učinak motora je optimalan ako se osjetljiva područja u usisnom sustavu održava u čistom stanju tako da budu bez taloga.
Problem je što se do danas još nije razvilo ni standardiziralo testove za ocjenjivanje sklonosti goriva prema stvaranju taloga u usisnim ventilima u motorima ovih vozila koja se voze na pogon gorivom E85. Zbog toga proizvođači i trgovci su prisiljeni sami smišljati neka vlastita rješenja ispitivanja taloženja. Neka istraživanja su pokazala da aditivi na osnovi poliizobutenamina ili polieteramina daju dobre rezultate u kontroli stvaranja taloga.